# Asclepiade di Antiochia
Asclepiade (... – 218 o 220) fu vescovo di Antiochia, venerato come santo dalla Chiesa cattolica e da quella ortodossa.

## Biografia
Asclepiade è storicamente attestato da due fonti antiche, il Chronicon di san Girolamo e la Historia Ecclesiastica di Eusebio di Cesarea. Questi autori raccontano che Asclepiade succedette a Serapione sulla cattedra di Antiochia attorno al 211 o 212 e morì nel 218 o 220; a lui seguì il vescovo Fileto. In occasione della sua elezione all'episcopato, Alessandro di Gerusalemme scrisse una lettera di congratulazioni alla Chiesa di Antiochia per la scelta di un uomo meritevole e virtuoso.

## Culto
Nella Chiesa latina il nome di Asclepiade compare per la prima volta nel martirologio di Adone di Vienne, poi in tutti i martirologi medievali e infine fu inserito da Cesare Baronio al 18 ottobre nel Martirologio Romano, dove il santo è ricordato come martire all'epoca dell'imperatore Macrino.
L'odierno Martirologio Romano, riformato a norma dei decreti del Concilio Vaticano II, ricorda sant'Asclepiade con queste parole:
(Martirologio Romano. Riformato a norma dei decreti del Concilio ecumenico Vaticano II e promulgato da papa Giovanni Paolo II, Città del Vaticano, 2004, p. 814)